# Загальноосвітня школа № 3 (Микільське)
Микільська загальноосвітня школа I—III ступенів №3 — україномовний навчальний заклад І-ІІІ ступенів акредитації у селищі Микільське Маріупольського району Донецької області.

## Загальні дані
Микільська загальноосвітня школа I—III ступенів №3 розташована за адресою:
вул. Свободи, буд. 4, с-ще Микільське (Маріупольський район, Донецька область)—87000, Україна.
Директор закладу — Гежа Володимир Іванович (від 1992 року).
Мова викладання — українська.

## З історії школи
Наприкінці 1950-х років про школи-інтернати багато писали на сторінках газет. Вирішили побудувати таку школу і у Володарському районі на Донеччині. 
У 1959 році збудували спальний корпус: в ньому тоді розміщалися і класні кімнати й всі інші служби школи. Головний вхід школи прикрашали дві скульптури — зображення хлопчика й дівчинки, які символізували учнів школи. Приміщення новозбудованої школи мало світлі просторі класи. Колектив школи почав готуватися до прийому дітей, починаючи від 1 вересня 1959 року: заготовляли овочі, перебирали картоплю, рубали хмиз для шкільної їдальні, прибирали будівельне сміття. Робітники нової школи виявляли у всьому ентузіазм. Готувалися й до викладання — виготовляли різноманітні схеми й карти, прилади та інші наочні посібники для уроків. 
Настав січень 1960 року. Першим до школи прийшов Женя Бабешко (перший учень закладу). За ним потягнулись й інші діти, яких довелося відбирати спеціальній комісії, бо бажаючих вчитися в новій школі було чимало: 3-4 претенденти на місце. 
Відтак 31 січня 1960 року школа відкрила своє літочислення (вважається днем відкриття навчального закладу). Тієї зими багато шкільних кімнат було ще не добудовано, а навколо школи розкинувся пустир. У теперішній час (2000-ні) — на його місці чудовий фруктовий сад, закладений учнями Бурховецьким, Конченко, Самоховець, Балецькою, Шпак, Рибак та іншими.
Першим директором школи-інтернату був Іван Тимофійович Гусєв, який заслужив любов і повагу, величезний авторитет у вчителів та учнів. Серед перших працівників школи-інтернату були: Надія Василівна Гусєва, Марія Семенівна Капуста, Лідія Костянтинівна Шубіна (Костюченко), Галина Дмитрівна Якименко, Марія Іванівна Шемігон (Сімченко), Уляна Денисівна Роговик (Данільцова), Марія Анастасівна Чека (Лямцева). Вони стали справжніми «мамами» і «татами» для всіх своїх підопічних.
За роки існування закладу в ньому працювали 9 директорів: 
- Гусєв Іван Тимофійович;
- Горулько Пантелій Матвійович;
- Дігтар Микола Миколайович;
- Масленков Борис Сергійович;
- Харакоз Володимир Костянтинович;
- Волошин Віктор Іларіонович;
- Бондаренко Олександр Васильович;
- Масюта Віра Іванівна, яка  і сьогодні викладає в рідній школі російську мову;
- Гежа Володимир Іванович (від 1992 року).

Від 1990 року школа стала середньою загальноосвітньою. 
За 50 років існування Нікольська школа № 3 випустила 1 208 учнів, серед них 32 медаліста. 
1997 року школа одержала статус україномовної.
У 2011 році школа була реорганізована у Нікольську загальноосвітню школу І ступеню №3 Володарської районної ради з метою отримання економічного ефекту у 800 тис. грн.

## Сьогодення
Зараз (кінець 2000-х років) у школі навчається 127 дітей. У закладі працює 17 вчителів, серед них:
- «Відмінник освіти» — 6 осіб;
- «Вчитель-методист» — 3 особи;
- «Вихователь-методист» — 1 особа;
- «Старший вчитель» — 6 осіб;
- викладачі категорії «Вища» — 10 осіб;
- викладачі категорії «Перша» — 6 осіб;
- спеціалісти — 1 особа.

## Гімн школи

Шкільний герб

Гімн Нікольської загальноосвітньої школи I–III ступенів № 3 (російською мовою).

## Виноски
1. ↑  Освіта та наука (Володарського району) на Володарська районна держадміністрація
2. ↑  Володарська районна державна адміністрація Донецької області. Доповідь начальника відділу освіти Володарської райдержадміністрації Третяк А.П. на серпневій конференції 2011 року